# Helsingkronaspexet

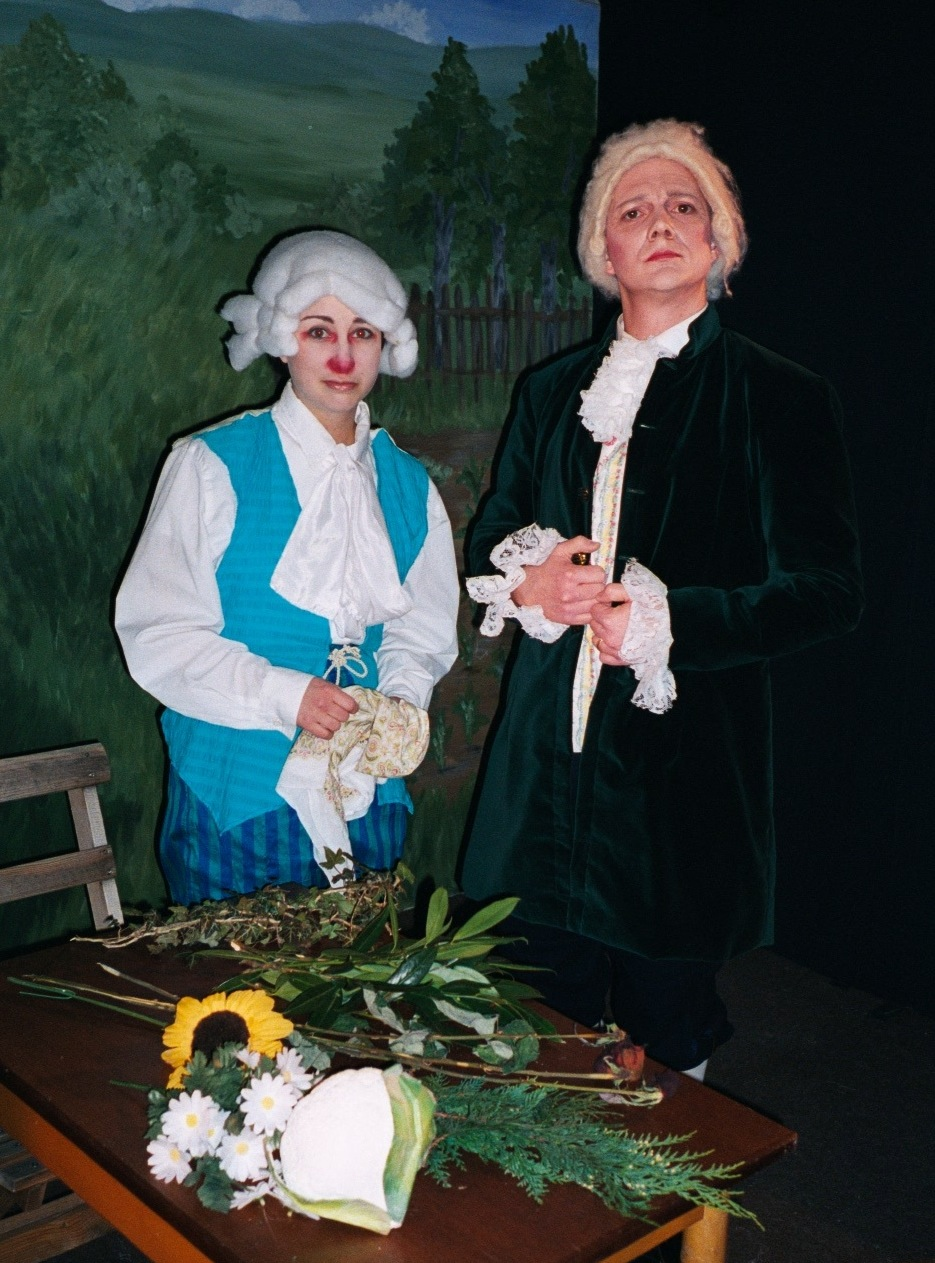
Två av huvudfigurerna ur spexet Linné 2001: Erik Gustaf Lidbeck och blomsterkungen själv.

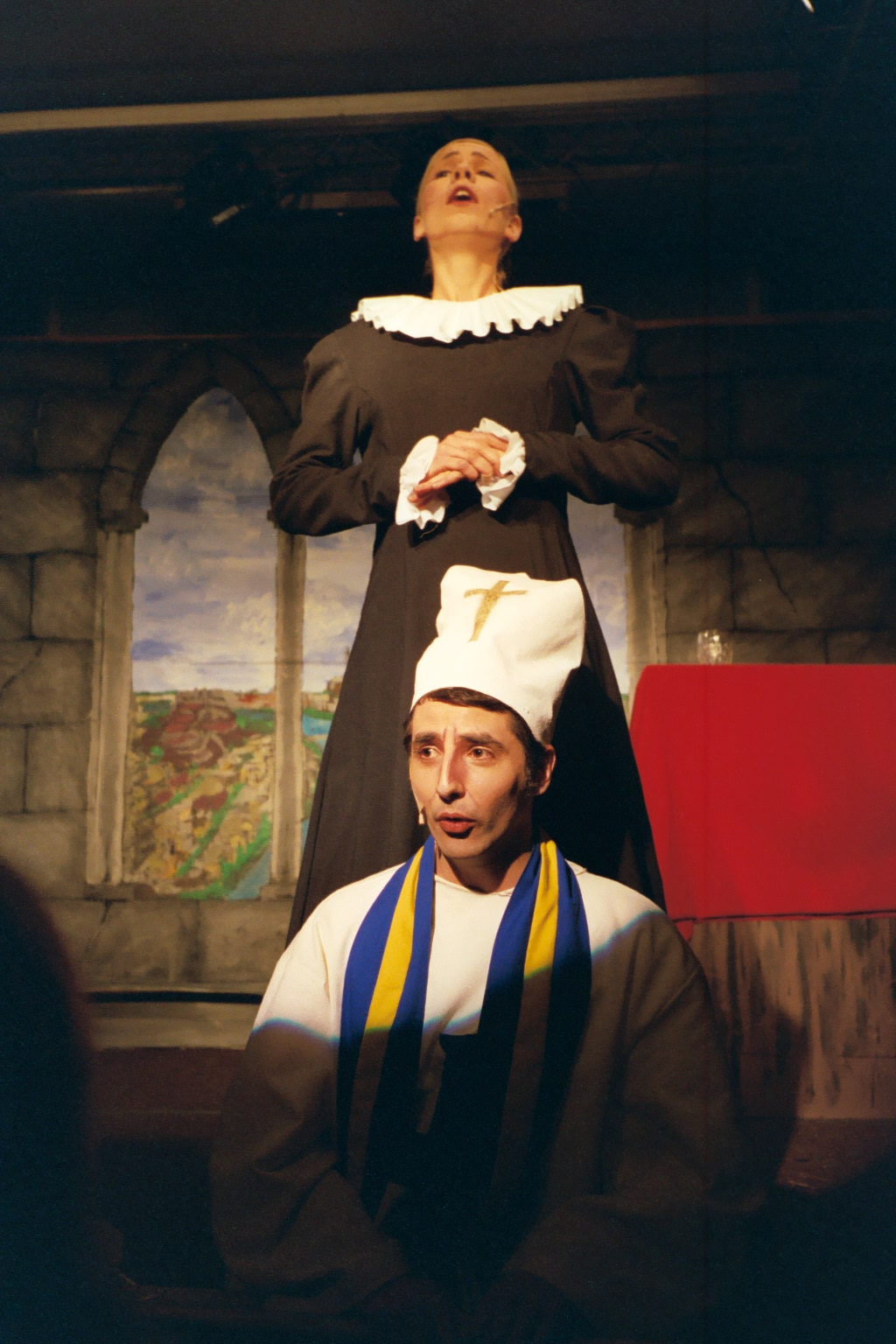
Scenbild ur Stockholms blodbad 2004. Rollfigurerna är i förgrunden biskop Gustaf Trolle och bakom honom Kristian II:s rådgivarinna Sigbrit Willoms.

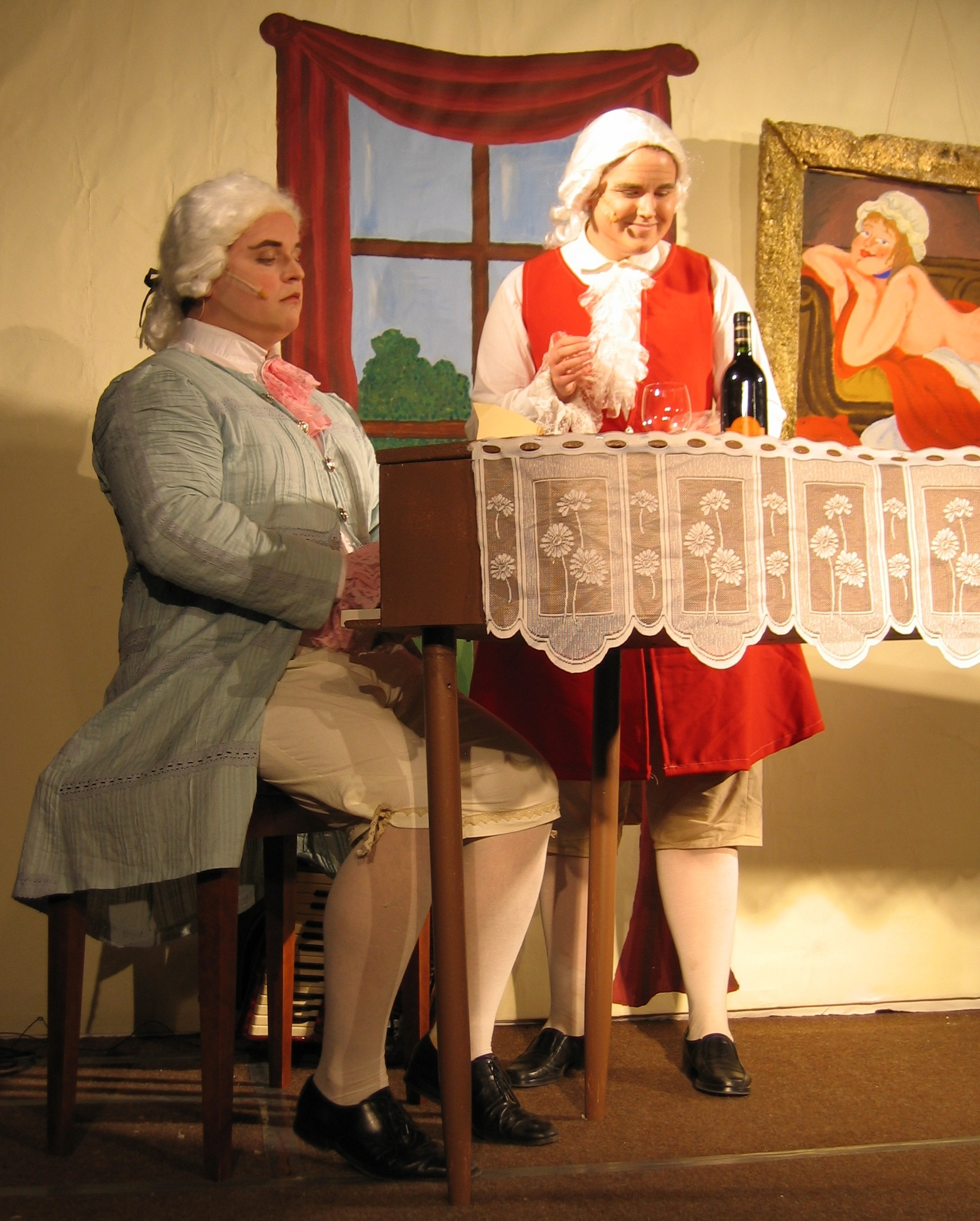
Scenbild ur Mozart 2010: Mozart på pianolektion hos Haydn.

Helsingkronaspexet är en lundensisk spexensemble, vilken utgör ett utskott inom Helsingborg-Landskrona nation. Ensemblen grundades 1983 och har sedan dess årligen satt upp ett nyskrivet spex, vilket innebär en av de längsta oavbrutna nationsspextraditionerna i Lund.
Ett Helsingkronaspex är i regel fyra akter långt och har sedan starten haft såväl män som kvinnor på scenen. Urpremiärerna sker på våren i anslutning till den så kallade Helsingkronadagen med en (ofta något reviderad) nypremiär under hösten.

## Helsingkronaspexets uppsättningar
- 1983 Jöns Bund i Lund eller Agent 700
- 1984 The Return of Leif Eriksson eller Vad faen gör man med en säck potäter?
- 1985 Mary Stuart, Queen of Scotch eller I Lost My Head In Bloody Mary
- 1986 Vilse i sanden eller Borta på vinden
- 1987 Vicekungen av Indien eller Stryparsektens hemlighet eller Fakirernas kamp eller Det storslagna fyrverkeriet
- 1988 Philip Morris
- 1989 Tycho Brahe
- 1990 Marco Polo
- 1991 Napoleon i Alperna eller Tyrolergök i glatt följe
- 1992 Amundsen eller Siste man till polen är en kruka
- 1993 Johan August eller Giftas på låtsas
- 1994 Dante eller In med dem i hissen
- 1995 Don Quijote eller Hur stor e kossan egentligen?
- 1996 Magnus Stenbock eller Gud, vad här e vackert!
- 1997 Mata Hari eller Med farmor i Baden-Baden
- 1998 Wagner eller Döden - en kärlekshistoria
- 1999 Rockefeller eller Finns det mer snittar här?
- 2000 Jerusalem eller Påven är villig men köttet är svagt
- 2001 Linné eller Måtte djävulen ta alla fruntimmer!
- 2002 Zarah Leander eller Ge honom en hårtork eller nå't!
- 2003 Lord Byron eller Gud så opedagogiskt!
- 2004 Stockholms blodbad eller Hur man frälser en stockholmare
- 2005 Einstein eller Sex, incest och gamla greker
- 2006 Cecil Rhodes eller Den här båten går ju till Indien!
- 2007 George Washington eller Får man ta en kaka till?
- 2008 Elizabeth I eller Hvem fand har stilt sit væxthus her?!
- 2009 Lucky Luciano eller Poliser, sicilienare och jag vet inte vad
- 2010 Mozart eller Det går lika bra med Salieri
- 2011 Nicolaus Copernicus eller Vad har detta med påvens underkläder att göra?
- 2012 Cajsa Warg eller Låt middagen börja
- 2013 30-åriga kriget eller Har jag närt en katolik vid min barm?
- 2014 John Ford eller Får ej visas för anständig publik
- 2015 Mary Shelley eller Det är någonting med ond bråd död som kittlar sinnena
- 2016 Ansgar eller Era gudar ska dö nu!
- 2017 Atlantis eller Jag ska aldrig äta kola igen!
- 2018 Pesten i Aten eller Det är typ det sjukaste jag har gjort!
- 2019 Eiffeltornskuppen eller Varför blanda in tornet över överhuvudtaget?
- 2020 Benkriget eller Du säger det som om det vore något dumt
- 2021 Slaget om Schlagern eller Det hela låter onödigt krångligt (endast uppsättning under hösten)
- 2022 Älvjakten eller Jag visste att det fanns ett vattendrag i närheten!
- 2023 Kuppen i Karibien eller Upopop momedod hohänondoderornona
- 2024 Stöket i franska köket eller Vi lagade mat, vad mer vill ni ha av oss?

I samband med Helsingkronas 75-årsjubileum 1965 satte nationen även upp spexet "Magnus Stenbocks kurir eller En stjärntydares venkrets". Denna uppsättning föregår dock Helsingkronaspexet som permanent ensemble.